# Montaut (Alta Garona)
Montaut és un municipi francès del departament de l'Alta Garona, a la regió d'Occitània. L'1 de gener del 2022 tenia 557 habitants.